# Климат Марса
A  Ледниковая (постоянная ледяная шапка)
B  Полярная (зимой покрыта инеем, сублимирующимся летом)
C  Северная (умеренная) переходная (Ca) и южная (экстремальная) переходная (Cb)
D  Тропическая
E  Тропическая с низким альбедо
F  Субполярная низменная (низменности)
G  Тропическая низменная (каньоны)
H  Субтропическая нагорная (горы)
В настоящее время Марс — наиболее интересная для изучения планета Солнечной системы. Поскольку он обладает атмосферой, хотя и очень разреженной, по сравнению с земной, можно говорить о процессах в ней, формирующих погоду, а следовательно, и климат. Он малоблагоприятен для земной жизни, однако наиболее близок к существующему на Земле среди планет Солнечной системы. Предположительно в прошлом климат Марса мог быть более тёплым и влажным, а на поверхности присутствовала жидкая вода и даже шли дожди.

## Изучение
Марсоход NASA Perseverance прислал свой первый отчёт о погоде в кратере Езеро на Марсе. Об этом сообщает NASA Science Mars Exploration Program.
Как отмечается, ровер собирал данные с помощью системы мониторинга окружающей среды MEDA.
Впервые она была включена на 30 минут 19 февраля – примерно через день после посадки ровера на Марсе. Система показала, что температура за 30 минут опустилась с -20 °C до -25,6 °C. Зафиксировано давление 718 Паскалей, для сравнения – нормальное давление у поверхности Земли составляет 101 325 Паскалей.
Также на 43-й и 44-й марсианские дни миссии Perseverance (3-4 апреля) MEDA фиксировала температуры -22 °C и -83 °C, скорость ветра достигала 10 м/с.

### Текущие наблюдения
Метеосводки аппарата InSight
| Дата                                  | Сол | Температура, °C | Температура, °C | Давление, Па | Солнце   | Солнце   |
| Дата                                  | Сол | макс.           | мин.            | Давление, Па | восход   | заход    |
| ------------------------------------- | --- | --------------- | --------------- | ------------ | -------- | -------- |
| 01.04.2021                            | 41  | -21,6           | -83,8           | 743,2        | 06:09:02 | 18:37:53 |
| 02.04.2021                            | 42  | -26,7           | -83             | 744,7        | 06:08:25 | 18:37:47 |
| 03.04.2021                            | 43  | -27,6           | -83,5           | 746,8        | 06:07:47 | 18:37:40 |
| 04.04.2021                            | 44  | -21,1           | -82,2           | 746          | 06:07:09 | 18:37:34 |
| 05.04.2021                            | 45  | -22             | -83,1           | 745,9        | 06:06:32 | 18:37:27 |
| 06.04.2021                            | 46  | -24,2           | -83             | 746,9        | 06:05:54 | 18:37:20 |
| 07.04.2021                            | 47  | -22,3           | -82,9           | 747,1        | 06:05:17 | 18:37:14 |
| Данные на сайте НАСА не публиковались |     |                 |                 |              |          |          |
| 08.08.2021                            | 178 | -18             | -81             | 719,9        | 05:09:20 | 18:22:22 |
| 09.08.2021                            | 179 | -23             | -81             | 718,4        | 05:09:10 | 18:22:13 |
| 10.08.2021                            | 180 | -20             | -80             | 718          | 05:09:00 | 18:22:04 |
| 11.08.2021                            | 181 | -18             | -81             | 717,1        | 05:08:51 | 18:21:56 |
| Данные на сайте НАСА не публиковались |     |                 |                 |              |          |          |
| 12.09.2021                            | 210 | -14             | -78             | 685          | 05:05:51 | 18:16:47 |
| 13.09.2021                            | 211 | -21             | -79             | 684,3        | 05:05:48 | 18:16:34 |
| 14.09.2021                            | 214 | -21             | -80             | 681,1        | 05:05:40 | 18:15:55 |
| 15.09.2021                            | 215 | -22             | -78             | 679,5        | 05:05:37 | 18:15:41 |
| 16.09.2021                            | 216 | -21             | -78             | 678,7        | 05:05:35 | 18:15:28 |

| Дата                                  | Сол | Температура, °C | Температура, °C | Температура, °C | Температура, °C | Давление, Па | Давление, Па | Солнце | Солнце   | Солнце | Солнце   |
| Дата                                  | Сол | макс.           | макс.           | мин.            | мин.            | Давление, Па | Давление, Па | восход | восход   | заход  | заход    |
| Дата                                  | Сол | Г               | Е               | Г               | Е               | Г            | Е            | Г      | Е        | Г      | Е        |
| ------------------------------------- | --- | --------------- | --------------- | --------------- | --------------- | ------------ | ------------ | ------ | -------- | ------ | -------- |
| 3076                                  | 41  | -12             | -21,6           | -73             | -83,8           | 847          | 743,2        | 06:26  | 06:09:02 | 18:19  | 18:37:53 |
| 3077                                  | 42  | -12             | -26,7           | -74             | -83             | 848          | 744,7        | 06:26  | 06:08:25 | 18:19  | 18:37:47 |
| 3078                                  | 43  | -11             | -27,6           | -73             | -83,5           | 849          | 746,8        | 06:26  | 06:07:47 | 18:18  | 18:37:40 |
| 3079                                  | 44  | -12             | -21,1           | -74             | -82,2           | 849          | 746          | 06:26  | 06:07:09 | 18:18  | 18:37:34 |
| 3080                                  | 45  | -19             | -22             | -76             | -83,1           | 850          | 745,9        | 06:25  | 06:06:32 | 18:18  | 18:37:27 |
| 3081                                  | 46  | -16             | -24,2           | -76             | -83             | 850          | 746,9        | 06:25  | 06:05:54 | 18:17  | 18:37:20 |
| 3082                                  | 47  | -13             | -22,3           | -76             | -82,9           | 850          | 747,1        | 06:25  | 06:05:17 | 18:17  | 18:37:14 |
| Данные на сайте НАСА не публиковались |     |                 |                 |                 |                 |              |              |        |          |        |          |
| 3245                                  | 211 | -20             | -21             | -80             | -79             | 788          | 684,3        | 05:49  | 05:05:48 | 17:32  | 18:16:34 |
| 3246                                  |     | -24             |                 | -80             |                 | 787          |              | 05:49  |          | 17:32  |          |
| 3247                                  |     | -23             |                 | -81             |                 | 785          |              | 05:49  |          | 17:32  |          |
| 3248                                  |     | -32             |                 | -80             |                 | 783          |              | 05:49  |          | 17:32  |          |
| 3249                                  | 214 | -32             | -21             | -79             | -80             | 782          | 681,1        | 05:49  | 05:05:40 | 17:32  | 18:15:55 |
| 3250                                  | 215 | -33             | -22             | -79             | -78             | 781          | 679,5        | 05:49  | 05:05:37 | 17:32  | 18:15:41 |
| 3251                                  | 216 | -28             | -21             | -79             | -78             | 781          | 678,7        | 05:48  | 05:05:35 | 17:32  | 18:15:28 |

## Погода

### Температура
Средняя температура на Марсе значительно ниже, чем на Земле: −63 °С. Поскольку атмосфера Марса сильно разрежена, она плохо сглаживает суточные колебания температуры поверхности. При наиболее благоприятных условиях летом на дневной половине планеты воздух прогревается до 20 °С (а на экваторе — до +27 °C) — вполне приемлемая температура для жителей Земли. Максимальная температура воздуха, зафиксированная марсоходом «Спирит», составила +35 °C. Но зимней ночью мороз может достигать даже на экваторе от −80 °C до −125 °С, а на полюсах ночная температура может падать примерно до −153 °C. Однако суточные колебания температуры не столь значительны, как на безатмосферных Луне и Меркурии. На Марсе существуют температурные оазисы, в районах «озера» Феникс (плато Солнца) и земли Ноя перепад температур составляет от −53 °С до +22 °С летом и от −103 °С до −43 °С зимой. Таким образом, Марс — весьма холодная планета, климат там суровее, чем в Антарктиде.
| Показатель                                                                           | Янв. | Фев. | Март | Апр. | Май | Июнь | Июль | Авг. | Сен. | Окт. | Нояб. | Дек. | Год   |
| ------------------------------------------------------------------------------------ | ---- | ---- | ---- | ---- | --- | ---- | ---- | ---- | ---- | ---- | ----- | ---- | ----- |
| Абсолютный максимум, °C                                                              | 6    | 6    | 1    | 0    | 7   | 23   | 30   | 19   | 7    | 7    | 8     | 8    | 30    |
| Средний суточный максимум, °C                                                        | −7   | −18  | −23  | −20  | −4  | 0    | 2    | 1    | 1    | 4    | −1    | −3   | −5,7  |
| Средний суточный минимум, °C                                                         | −82  | −86  | −88  | −87  | −85 | −78  | −76  | −69  | −68  | −73  | −73   | −77  | −78,5 |
| Абсолютный минимум, °C                                                               | −95  | −127 | −114 | −97  | −98 | −125 | −84  | −80  | −78  | −79  | −83   | −110 | −127  |
| Источник: Centro de Astrobiología , Погодный твиттер Марсианской научной лаборатории |      |      |      |      |     |      |      |      |      |      |       |      |       |

### Атмосферное давление
Атмосфера Марса более разрежена, чем воздушная оболочка Земли, и более чем на 95 % состоит из углекислого газа, а содержание кислорода и воды составляет доли процента. Среднее давление атмосферы у поверхности составляет в среднем 0,6 кПа или 6 мбар, что в 168 раз меньше земного или равно земному на высоте почти 35 км от поверхности Земли. Атмосферное давление претерпевает сильные суточные и сезонные изменения.

### Облачность и осадки
Водяного пара в марсианской атмосфере не более 0,001 %, однако по результатам недавних (2013 г.) исследований, это всё же больше, чем предполагалось ранее, и больше, чем в верхних слоях атмосферы Земли, и при низких давлении и температуре он находится в состоянии, близком к насыщению, поэтому часто собирается в облака. Как правило, водяные облака формируются на высотах 10-30 км над поверхностью. Они сосредоточены в основном на экваторе и наблюдаются практически на протяжении всего года. Облака, наблюдаемые на высоких уровнях атмосферы (более 20 км), образуются в результате конденсации CO2. Этот же процесс ответствен за формирование низких (на высоте менее 10 км) облаков полярных областей в зимний период, когда температура атмосферы опускается ниже точки замерзания CO2 (–126 °С); летом же формируются аналогичные тонкие образования изо льда Н2О.
Образования конденсационной природы представлены также туманами (или дымками). Они часто стоят над низинами — каньонами, долинами — и на дне кратеров в холодное время суток.
В атмосфере Марса могут возникать метели. Марсоход «Феникс» в 2008 году наблюдал в приполярных областях виргу. По первоначальным оценкам, скорость падения осадков в вирге была очень малой. Однако недавнее (2017 г.) моделирование марсианских атмосферных явлений показало, что на средних широтах, где происходит регулярная смена дня и ночи, после заката облака резко охлаждаются, и это может приводить к метелям, скорость частиц во время которых в действительности может достигать 10 м/с. Учёные допускают, что сильные ветра в совокупности с низкой облачностью (обычно марсианские облака формируются на высоте 10–20 км) могут привести к тому, что снег будет выпадать на поверхность Марса. Это явление подобно земным микропорывам — шквалам из нисходящего ветра со скоростью до 35 м/с, часто связанным с грозами.
Снег действительно наблюдался неоднократно. Так, зимой 1979 г. в районе посадки «Викинга-2» выпал тонкий слой снега, который пролежал несколько месяцев.

### Пылевые бури и смерчи
Характерная особенность атмосферы Марса — постоянное присутствие пыли, частицы которой имеют размер порядка 1,5 мкм и состоят в основном из оксида железа. Малая сила тяжести позволяет даже разреженным потокам воздуха поднимать огромные облака пыли на высоту до 50 км. А ветры, являющиеся одним из проявлений перепада температур, часто дуют над поверхностью планеты (особенно в конце весны — начале лета в южном полушарии, когда разница температур между полушариями особенно резкая), и их скорость доходит до 100 м/с. Таким образом формируются обширные пылевые бури, давно наблюдаемые в виде отдельных жёлтых облаков, а иногда в виде сплошной жёлтой пелены, охватывающей всю планету. Чаще всего пылевые бури возникают вблизи полярных шапок, их продолжительность может достигать 50–100 суток. Слабая жёлтая мгла в атмосфере, как правило, наблюдается после крупных пылевых бурь и без труда обнаруживается фотометрическими и поляриметрическими методами.
Пылевые бури, хорошо наблюдавшиеся на снимках, сделанных с орбитальных аппаратов, оказались слабозаметными при съёмке с посадочных аппаратов. Прохождение пылевых бурь в местах посадок этих космических станций фиксировалось лишь по резкому изменению температуры, давления и очень слабому потемнению общего фона неба. Слой пыли, осевшей после бури в окрестностях мест посадок «Викингов», составил лишь несколько микрометров. Все это свидетельствует о довольно низкой несущей способности марсианской атмосферы.
С сентября 1971 по январь 1972 г. на Марсе происходила глобальная пылевая буря, которая даже помешала фотографированию поверхности с борта зонда «Маринер-9». Масса пыли в столбе атмосферы (при оптической толщине от 0,1 до 10), оцененная в этот период, составляла от 7,8⋅10–5 до 1,66⋅10–3 г/см2. Таким образом, суммарная масса  пылевых частиц в атмосфере Марса за период глобальных пылевых бурь может доходить до 108 – 109 т, что соизмеримо с общим количеством пыли в земной атмосфере.
Пылевые смерчи и вихри — ещё один пример процессов поднятия в воздух пыли, возникающий из-за суточных вариаций температур вблизи поверхности Марса. Из-за очень низкой плотности атмосферы красной планеты некоторые из них могут достигать масштабов торнадо, вздымающихся на несколько километров в высоту и имеющие сотни метров в поперечнике. Однако большинство из них кратковременны, скоротечны и, как показывают наблюдения в кратере Езеро, возникают в пределах видимости камер марсохода Perseverance до нескольких раз за месяц.
Полную метеорологическую картину прохождения пылевого вихря удалось получить уже в 1997 году: такой вихрь проследовал непосредственно над марсоходом Pathfinder на 25-й сол экспедиции. Разрушительную физическую силу марсианских ветров (в том числе внутри небольших пылевых вихрей) не следует преувеличивать, так как речь идёт о чрезвычайно разрежённой атмосфере. Конструкторы первого инопланетного вертолёта Ingenuity заверили, что даже эта лёгкая по весу и кажущаяся уязвимой в силу парусности конструкция без проблем устоит на поверхности при ветрах 135 миль в час (216 км/ч, или 60 м/с). Другая же, пока не вполне изученная опасность для техники на Марсе состоит в электризации частиц пыли, перемещаемой вихрями. Ввиду слабости эрозии на поверхности планеты на ней остаются следы этих атмосферных явлений, фиксируемые не только камерами марсоходов, но иногда и с орбит искусственных спутников Марса.

## Вопрос о наличии воды
Для стабильного существования чистой воды в жидком состоянии температура и парциальное давление водяного пара в атмосфере должны быть выше тройной точки на фазовой диаграмме, тогда как сейчас они далеки от соответствующих значений. Исследования, проведённые космическим аппаратом «Маринер-4» в 1965 году, показали, что жидкой воды на Марсе в настоящее время нет, но данные марсоходов НАСА «Спирит» и «Оппортьюнити» свидетельствуют о наличии воды в прошлом. 
Во-первых, найдены минералы, которые могли образоваться только в результате длительного воздействия воды. Во-вторых, очень старые кратеры практически стёрты с лица Марса. Современная атмосфера не могла вызвать такого разрушения. Изучение скорости образования и эрозии кратеров позволило установить, что сильнее всего ветер и вода разрушали их около 3,5 млрд лет назад. Приблизительно такой же возраст имеют и многие промоины.
На начало 2020-х гг. имеется ряд свидетельств присутствия воды в замёрзшем виде. Однако единственным местом, где может существовать жидкая вода, является гипотетическое озеро под Южном плато, прочие предположения не нашли подтверждения.

## Времена года
Как и на Земле, на Марсе происходит смена времён года из-за наклона оси вращения к плоскости орбиты, поэтому зимой в северном полушарии полярная шапка растёт, а в южном почти исчезает, а через полгода полушария меняются местами. При этом из-за достаточно большого эксцентриситета орбиты планеты в перигелии (зимнее солнцестояние в северном полушарии) она получает до 40 % больше солнечного излучения, чем в афелии, и в северном полушарии зима короткая и относительно умеренная, а лето длинное, но прохладное, в южном же наоборот — лето короткое и относительно теплое, а зима длинная и холодная. В связи с этим южная шапка зимой разрастается до половины расстояния полюс-экватор, а северная — только до трети. Когда на одном из полюсов наступает лето, углекислый газ из соответствующей полярной шапки испаряется и поступает в атмосферу; ветры переносят его к противоположной шапке, где он снова замерзает. Таким образом происходит круговорот углекислого газа, который наряду с разными размерами полярных шапок вызывает изменение давления атмосферы Марса по мере его обращения вокруг Солнца. За счёт того, что зимой до 20–30 % всей атмосферы замерзает в полярной шапке, давление в соответствующей области падает.

## Изменения со временем
Как и на Земле, климат Марса претерпевал долгосрочные изменения и на ранних этапах эволюции планеты сильно отличался от нынешнего. Различие состоит в том, что главную роль в циклических изменениях климата Земли играют изменение эксцентриситета орбиты и прецессия оси вращения, притом что наклон оси вращения остаётся примерно постоянным благодаря стабилизирующему воздействию Луны, тогда как Марс, не имея такого большого спутника, может претерпевать существенные изменения наклона оси его вращения. Расчёты показали, что наклон оси вращения Марса, составляющий сейчас 25° — примерно ту же величину, что и у Земли, — в недавнем прошлом был равен 45°, а в масштабе миллионов лет мог колебаться от 10° до 50°.
Историю изменений климата на Марсе можно проследить путём анализа слоистых отложений в полярных шапках, на участках, где они доступны для наблюдения в разломах и трещинах. Полагая, что светлые слои образованы отложением льда, а тёмные — отложением пыли, по их числу и толщине (если знать время нарастания) можно судить о циклических вариациях климата и их корреляции с изменением угла наклона оси вращения и эксцентриситета орбиты Марса. Расчёты показывают, что циклы изменения этих параметров длятся всего 2,5 млн лет.
При сильном (около 45°) наклоне оси вращения планеты на полярные области попадает больше солнечного излучения, и они становятся самыми тёплыми участками. Вода и CO2 в полярных шапках из твёрдого состояния переходят в виде газа в атмосферу, становящуюся таким образом более плотной и потому более тёплой и влажной, а атмосферное давление увеличивается до значений, необходимых для существования воды на поверхности Марса в жидкой фазе. Запускается круговорот воды, подобный происходящему на Земле. Водяной пар из атмосферы конденсируется в лёд и снег в низких широтах, где теперь холодно, проникает в почву и замерзает там. Когда же наклон оси вращения уменьшается, в полярных областях снова становится холоднее, а в экваториальных — теплее; вода, замёрзшая в приповерхностных слоях, возвращается в атмосферу в виде пара, перемещается к полюсам и снова конденсируется в ледяные полярные шапки. Большая часть углекислого газа также возвращается в полярные шапки, тем самым делая атмосферу очень разреженной. Такие изменения происходят в масштабах сотен тысяч и даже миллионов лет. По результатам некоторых расчётов, за последние 5 миллионов лет водяной лёд переместился с полюсов к экватору и обратно более 40 раз.
Судя по обнаруженному в кратерах льду на довольно низких (около 40°) широтах, где температуры по идее слишком высоки для того, чтобы он был стабилен в течение долгого времени, последний ледниковый период ещё не завершился.
Итак, климат раннего Марса сильно отличался от наблюдаемого сегодня. Присутствие жидкой воды, подтверждённое многочисленными свидетельствами, предполагает существование достаточно плотной атмосферы. Со временем бо́льшая её часть рассеялась — скорее всего, посредством нетермального механизма ионного распыления частицами солнечного ветра, происходящего из-за отсутствия у планеты магнитного поля. Это подтверждается измерениями соотношений изотопов аргона, проведёнными аппаратами «Викинг» в 1976 году, «Curiosity» в 2013 году и «MAVEN» в 2017 году, с этим согласуются и данные изучения марсианских метеоритов.